# Liste der Ehrenbürger von Gera
Die Stadt Gera hat seit Mitte des 19. Jahrhunderts Ehrenbürger ernannt. Dabei handelte es sich zunächst um reine Persönlichkeitsrechte, die mit dem Tod der geehrten Person erloschen.
Auf Beschluss der Stadt Gera vom 30. Oktober 1946 wurden die von 1933 bis 1945 verliehenen Ehrenbürgerschaften gestrichen. Am 30. Oktober 1957 beschloss die Stadtverordnetenversammlung eine Neuregelung des Ehrenbürgerrechts, die rückwirkend vom 7. Oktober 1949 an (dem Gründungstag der DDR) gültig war. Nach dieser Regelung, die nun keinen Hinweis mehr auf ein Erlöschen der Ehrenbürgerwürde nach dem Tod enthält, hat die Stadt Gera bisher elf Personen zu Ehrenbürgern ernannt. Heike Drechsler war 2005 die erste Frau, der dieses Ehrenbürgerrecht verliehen wurde.

## Ehrenbürger bis 1933
(Auswahl)
- Louis Metz (1802–1882), deutscher Nadlermeister und Politiker
- 1895: Fürst Otto von Bismarck, Reichskanzler a. D.
- 1900: Walther Fürbringer, deutscher Unternehmer und Landtagsabgeordneter
- 1917: Paul von Hindenburg, Generalfeldmarschall und späterer Reichspräsident

## Ehrenbürger 1933 bis 1945
(möglicherweise unvollständig)
- 20. April 1933: Adolf Hitler, Reichskanzler (gestrichen am 30. Oktober 1945)[1]
- 20. April 1933: Wilhelm Frick, Reichsminister des Innern (gestrichen am 30. Oktober 1945)[1]
- 20. April 1933: Fritz Sauckel, NSDAP-Gauleiter (gestrichen am 30. Oktober 1945)[1]
- 4. August 1937: Otto Erler, Schriftsteller

## Ehrenbürger seit 1945
- 19. Dezember 1956: Curt Böhme (* 17. Juli 1889 in Sayda; † 23. Dezember 1968 in Gera)

Oberbürgermeister der Stadt Gera von 1948 bis 1956
Verleihung anlässlich seines Ausscheidens aus dem Oberbürgermeisteramt
- 23. November 1966: Otto Dix (* 2. Dezember 1891 in Untermhaus; † 25. Juli 1969 in Singen)

Maler und Grafiker
Verleihung anlässlich seines 75. Geburtstages
- 7. Oktober 1969: Michail Andrejewitsch Scheltowski

ehemaliger Kommandant der sowjetischen Garnison Gera
- 6. Oktober 1974: Alexej Mironowitsch Rybakow (* 1. April 1925 in Borki, Rajon Welikije Luki)

1. Sekretär der KPdSU des Gebiets Pskow (1971–1987)
Die Oblast Pskow war mit dem Bezirk Gera partnerschaftlich verbunden
- 5. Oktober 1995: Olaf Ludwig (* 13. April 1960 in Gera)

Radsportler
- 1. November 1998: Werner Simsohn (* 18. Dezember 1924 in Berlin; † 6. Februar 2001 in Gera)

Amateurhistoriker; Autor von Juden in Gera (3 Bände)
- 9. November 1999: Bernhard Sahler (* 27. Mai 1927 in Hamm; † 20. April 2007 in Schmölln)

Pfarrer der katholischen Gemeinde St. Elisabeth in Gera (1970–1996)
Dekan des Dekanats Gera (1974–1992)
Verleihung anlässlich des 10. Jahrestages des Mauerfalls
- 27. Mai 2004: Karl Weschke (* 7. Juni 1925 in Taubenpreskeln; † 20. Februar 2005 in Hayle, Cornwall)

Maler
- 6. Mai 2005: Heike Drechsler (* 16. Dezember 1964 in Gera)

Leichtathletin
Verleihung anlässlich der Beendigung ihrer aktiven Karriere
- 17. Juni 2016: Ulli Wegner  (* 26. April 1942 in Stettin)

Boxer und Boxtrainer
- 8. November 2019: Roland Geipel (* 15. April 1939 in Werdau)

Oberpfarrer i. R.
Verleihung anlässlich des 30. Jahrestages des Mauerfalls
- 23. November 2024: Lutz Seiler (* 8. Juni 1963 in Gera)[2][3][4]

vielfach ausgezeichneter Schriftsteller